# Konståret 1938

## Händelser
- 8 mars - Pablo Picassos monumentalmålning Guernica visas i Stockholm, Liljevalchs konsthall,[1] utställning "Matisse, Picasso, Braque och Laurens" 8 mars-3 april.
- 8 mars - Helsingborgs konstförening bildades.
- 30 juni – Skulptören Carl Milles öppnar sitt hem på Lidingö i Sverige för allmänheten [2].

## Verk

### Målningar
- Rita Angus – En maoripojkes huvud
- William Coldstream – Bolton

### Skulpturer
- Charles Despiau – Assia

## Utställningar

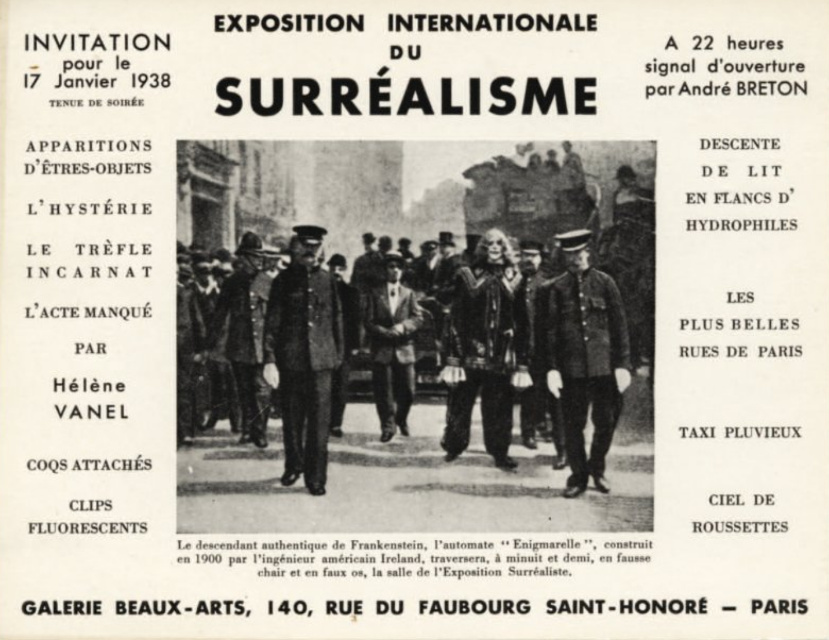
Inbjudningskort till vernissagen av surrealismens internationella utställning i Paris 1938.

- 17 januari – Exposition Internationale du Surréalisme, den III internationella surrealistutställningen efter Köpenhamn (1935) och London (1936), enligt André Breton,[3] öppnar på Galérie Beaux-Arts i Paris och håller på till 24 februari. 229 arbeten av 60 konstnärer från 14 länder medverkar. Kvinnliga deltagare är bland andra Leonora Carrington, Meret Oppenheim, Toyen, Remedios Varo och Rita Kernn-Larsen.[4]

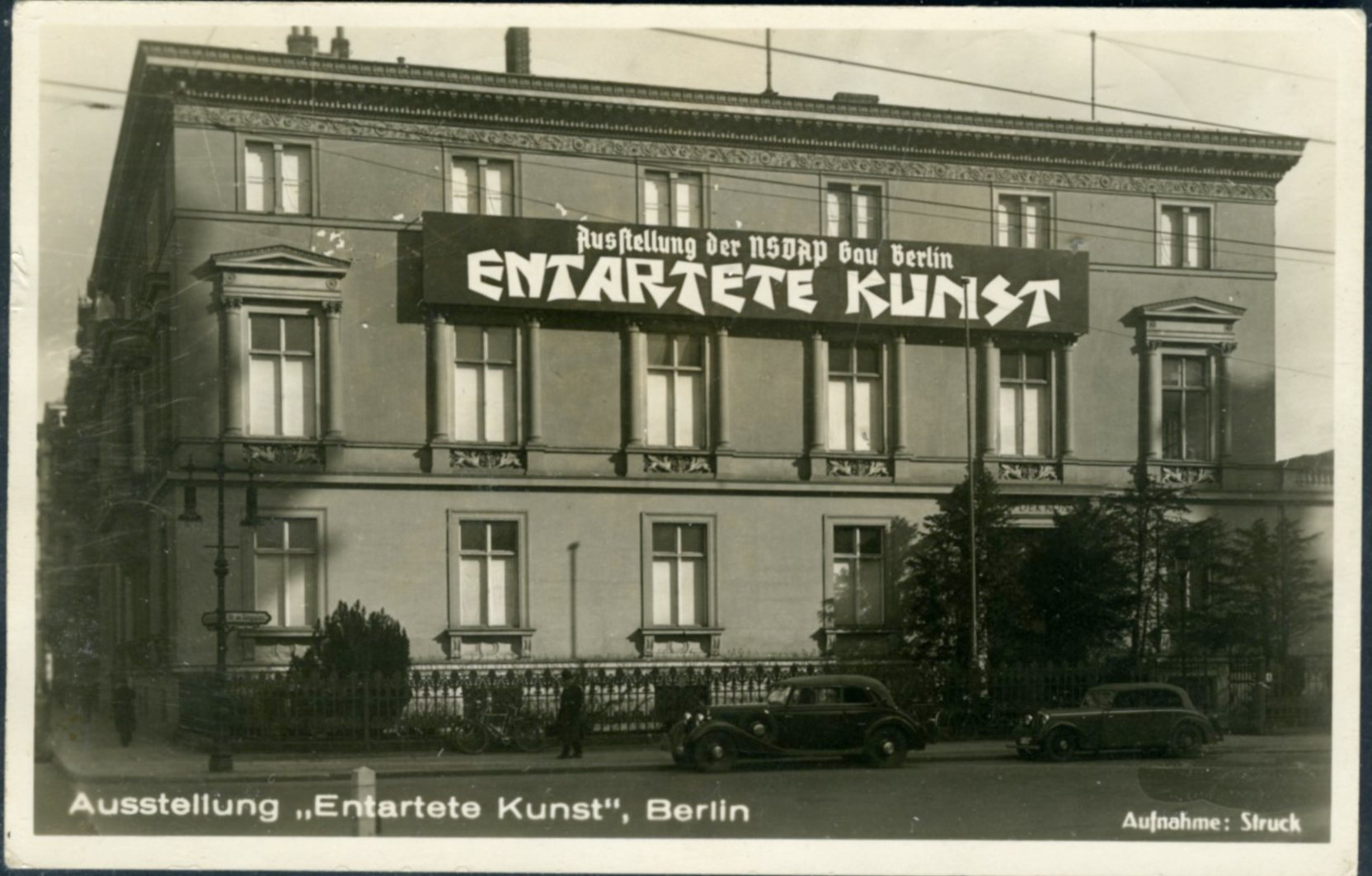
Entartete Kunst på Haus der Kunst i Berlin.

- 26 februari – Vandringsutställningen Entartete Kunst öppnar på nazisternas officiella konstgalleri Haus der Kunst i Berlin och pågår fram till 8 maj.[5] Ytterligare konstnärer tillkommer här, vilka inte visades på den ursprungliga Entartete Kunst-utställningen i München året innan, bland annat åtta verk av Wilhelm Morgner.

### Utan datum
- Olle Olsson Hagalund genomför sin första separatutställning på Färg och form.
- Nationalmuseum inleder sin årliga utställning Unga tecknare.

## Födda
- 2 januari – Robert Smithson, amerikansk konstnär inom minimalism och earth art.
- 7 januari – Roland Topor (död 1997), fransk Illustratör, målare, författare och skådespelare.
- 17 januari – Bertil Vallien, svensk skulptör och glaskonstnär.
- 20 januari – Olof Lundström Orloff (död 2022), svensk skådespelare och konstnär.
- 21 januari – Birgitta Hahn, svensk textilformgivare.
- 25 januari – Leiji Matsumoto (död 2023), japansk tecknare och regissör.
- 28 januari – Mats Paulson (död 2021), svensk sångare, poet, målare och visdiktare.
- 24 mars – Ulrica Hydman Vallien (död 2018), svensk glas och bildkonstnär.
- 25 mars – Daniel Buren, fransk konceptuell konstnär.
- 3 april – Margareta Jacobson, svensk konstnär och illustratör.
- 29 april – Klaus Voormann, tysk konstnär och musiker.
- 19 maj – Roman Signer, schweizisk konstnär.
- 21 maj – Björn Gidstam, svensk konstnär och författare.
- 5 juni – Lars Lallerstedt, svensk formgivare och industridesigner.
- 6 juli – Peter Freudenthal, svensk konstnär.
- 13 juli – Carl Johan De Geer, svensk friherre, konstnär, författare, filmskapare, musiker, designer, kulturjournalist, fotograf och scenograf.
- 30 juli – Rolf Reimers (död 2017), svensk arkitekt, konstnär och serietecknare.
- 31 augusti – Ulf Wahlberg (död 2014), svensk konstnär (målare och tecknare).
- 1 september – Per Kirkeby (död 2018), dansk målare, författare, grafiker och bildhuggare.
- 4 september – Hasse Lindroth (död 2022), svensk konstnär, grafiker, målare.
- 27 september – Günter Brus, österrikisk konstnär.
- 29 september – Larz Eldbåge, svensk konstnär.
- 15 oktober – Elsa Agélii, svensk textilkonstnär och professor.
- 1 december – Lars Hall (död 2018), svensk formgivare och reklamman.
- 6 december – Uncas Liljefors, svensk bildkonstnär och skulptör.
- 9 december – Mats Andersson (död 1986), svensk illustratör.
- 25 december – Bengt af Klintberg, svensk etnolog, folklorist, författare och konstnär.
- 31 december – Lena Cronqvist, svensk konstnär och professor.

## Avlidna
- 10 mars – Bernhard Österman (född 1870), svensk konstnär.
- 7 april – Suzanne Valadon (född 1865), fransk konstnär, målare.
- 19 april – Georg Schrimpf (född 1889), tysk målare och grafiker
- 15 juni – Ernst Ludwig Kirchner (född 1880), tysk målare, expressionist.
- 22 juni - Dick Beer (född 1893), svensk konstnär.
- 23 juni – Allan Österlind (född 1855), svensk målare och skulptör.
- 8 augusti - Charles Dufresne (född 1876), fransk målare och grafiker.
- 24 oktober – Ernst Barlach (född 1870), tysk skulptör, expressionist.

### Fotnoter
1. ↑   Konstutställningar i Stockholm 1938 Svenska Dagbladets årsbok 1938, s 128, Runeberg.org (läst 12 juli 2025)
2. ↑  100 år med Aftonbladet, 1999
3. ↑  José Pierre (red.): Undersökningar av sexualiteten: samtal mellan surrealister 1928–1932 (Göteborg: Bokförlaget Korpen, 1995), Appendix IX.
4. ↑  Se tyska wikipedia.
5. ↑  Uppgift från tyska wikipedia.